# Nymphalis testudo
Nymphalis testudo är en fjärilsart som beskrevs av Eugen Johann Christoph Esper 1782. Nymphalis testudo ingår i släktet Nymphalis och familjen praktfjärilar. Inga underarter finns listade i Catalogue of Life.